# Більгіш
Більгі́ш (рос. Бильгиш, башк. Билгеш) — присілок у складі Аскінського району Башкортостану, Росія. Входить до складу Кашкинської сільської ради.
Населення — 329 осіб (2010; 404 у 2002).
Національний склад:
- башкири — 100 %